# Церква Олександра Невського (Костопіль)
Церква Олександра Невського, храм Святого Олександра Невського УПЦ - храм, побудований у XIX столітті у місті Костопіль Рівненської області на честь Олександра Невського.Належить до Сарненської єпархії УПЦ.Знаходиться на вулиці Грушевського,68, поблизу р.Замчисько.

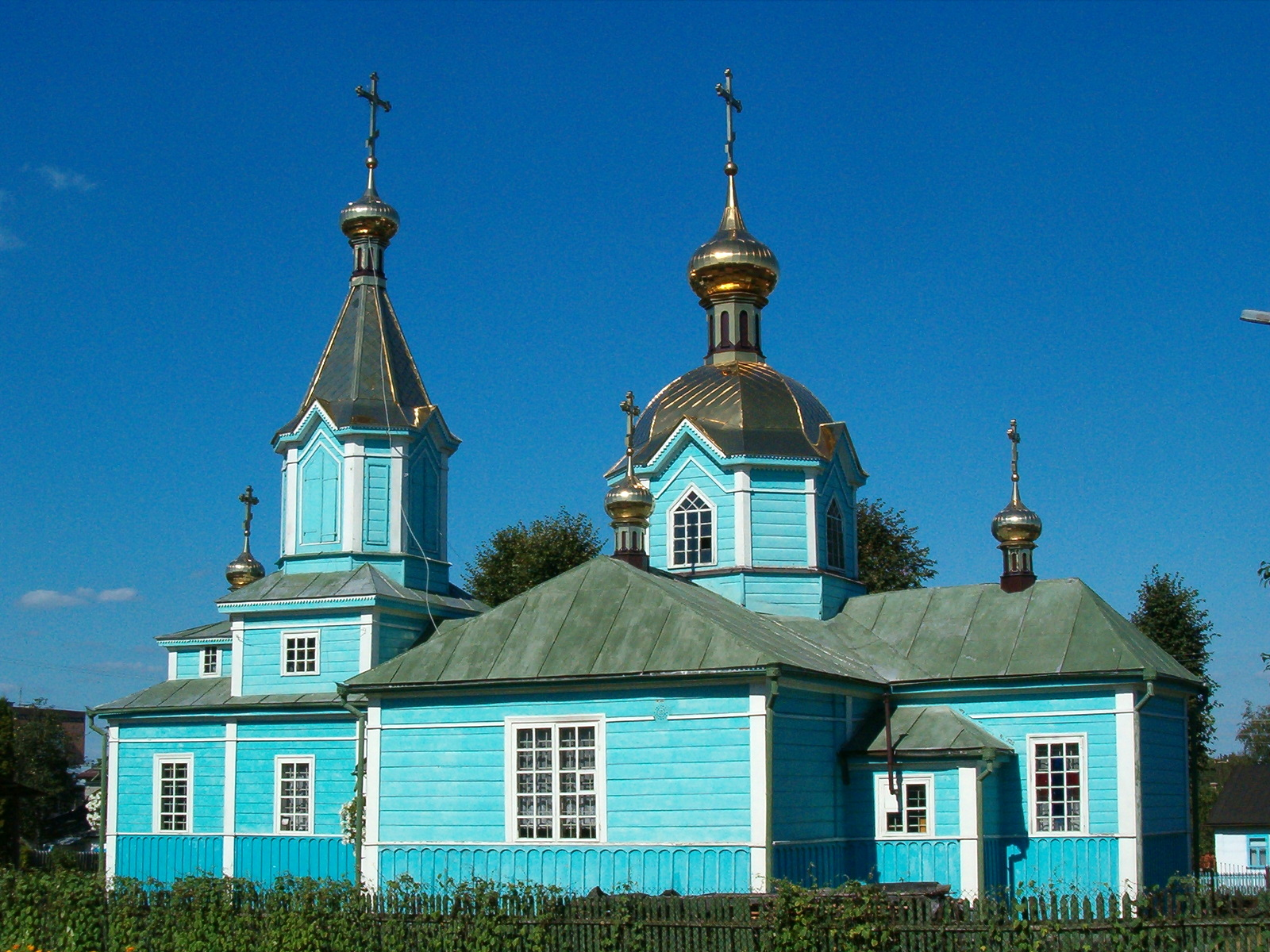
Церква Олександра Невського

## Історія
Кошти на побудову храму було  виділено з імператорської казни у 1893 році, хоча у той час на території Росії лютував голод.
Поліські землі після поділів Речі Посполитої дістались російській короні. Олександр Невський, як символічна фігура для церкви Російської імперії, починає пропагуватись на теренах Західної України. У Костополі поста нихє церква Олександра Невського, у Радивилові будують однойменний храм.
У 1919 році після звільнення Костополя від більшовиків генерал-хорунжий армії УНР Олександр Греков наказав поховати під стінами храму Олександра Невського своїх вояків.

## Архітектура

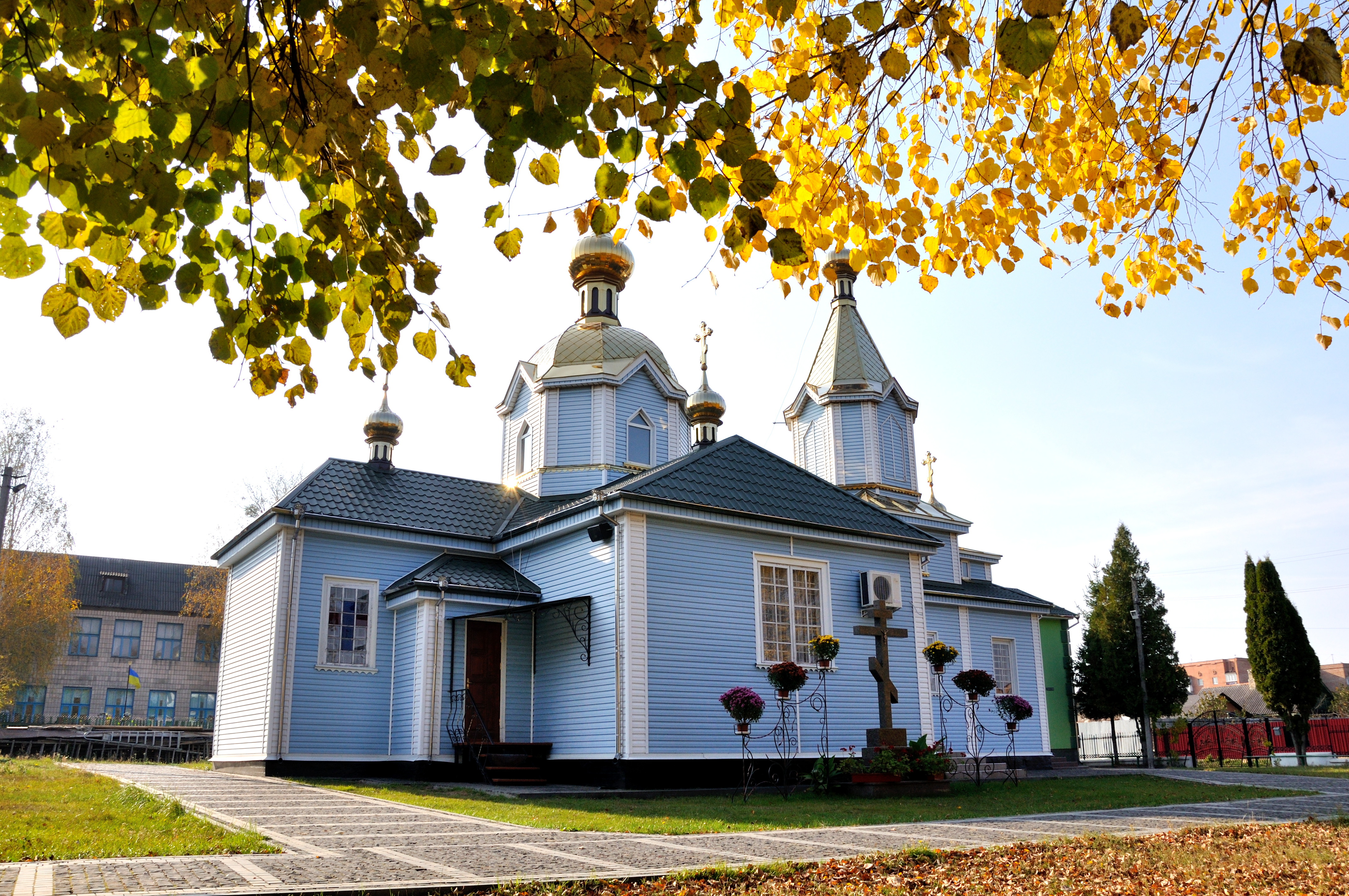
м.Костопіль, Церква Олександра Невського

Храм є класичним зразком волинської монументальної архітектури кінця 19–початку 20 століття з елементами так званого єпархіального стилю.Дерев'яна церква має кам'яний фундамент. 

## Сучасна діяльність храму
З 2005 року при храмі діє недільна школа, де діти вивчають Біблію та готують виступи до Різдва та Великодня. 

## Охоронний статус
Пам'ятка архітектури.